# Nico Hirtt
Nico Hirtt (Grevenmacher, 21 de juny de 1954) és un professor i assagista luxemburguès, autor de nombrosos articles i llibres sobre els problemes de l'escola contemporània i els sistemes educatius europeus, amb una perspectiva crítica tant de l'escola posada al servei dels interessos econòmics privats com de l'escola dominada per la pedagogia, ineficient i incapaç de transmetre la cultura que mereix la ciutadania en una democràcia.

## Biografia
Nico Hirtt va cursar l'ensenyament primari i la secundària a Anvers, primer en francès i després en neerlandès. És llicenciat en Ciències Físiques per la Universitat Catòlica de Lovaina. Entre 1977 i 2015 va treballar com a professor de física i matemàtiques en una escola secundària de Brabant Való. Ha estat un participant actiu sobre educació en les trobades del Fòrum Social Mundial de Porto Alegre i del Fòrum Social Europeu.
És també encarregat de recerca de l'associació belga Appel pour une école démocratique. De 1996 a 2003 fou redactor en cap de la revista trimestral L'école démocratique. Els seus centres d'interès atenen les desigualtats i la segregació escolar, la mercantilització de l'ensenyament, la crítica a l'aproximació per competències, i l'anàlisi marxista de les funcions, contradiccions i evolució històrica de l'ensenyament en els països capitalistes avançats.

## Obra publicada
- L’École sacrifiée, la démocratisation de l'enseignement à l'épreuve de la crise du capitalisme, Bruselas: EPO, 1996 (amb Hugo Vandroogenbroek i Annemie Mels).
- Les Nouveaux Maîtres de l'École, l'enseignement européen sous la coupe des marchés, Bruselas: EPO i París: VO-Éditions, 2000
- L’École prostituée. L’offensive des entreprises sur l'enseignement’, Éditions Labor/Espaces de Liberté, Bruxelles, 2001 (ISBN 2-93000-134-8)
- L'École de l'inégalité. Les discours et les faits, colección Liberté j'écris ton nom, Bruselas: Éditions Labor/Espaces de Libertés, 2004, (ISBN 2-93000-160-7)[4]
- Déchiffrer le monde: Contre-manuel de statistiques pour citoyens militants, colección La Petite Bibliothèque d'Aden, Bruselas: Aden, 2007.
- De school van de ongelijkheid, Amberes: EPO, 2008.
- L'École et la peste publicitaire (con Bernard Legros), Bruxelles: Aden, 2007.
- Je veux une bonne école pour mon enfant. Pourquoi il est urgent d'en finir avec le marché scolaire, Bruxelles: Aden, 2009
- Qu'as-tu appris à l'école? Essai sur les conditions éducatives d'une citoyenneté critique, Bruselas: Aden, 2015 (amb J. P. Kerckhofs i P. Schmetz).